# Pavel Řehák
Pavel Řehák (* 7. Oktober 1963 in Mladá Boleslav) ist ein ehemaliger tschechischer Fußballspieler und aktueller -trainer.

## Karriere
Řehák begann seine Profilaufbahn 1984 beim tschechischen Erstligisten Slavia Prag. Insgesamt machte er 151 Spiele in der 1. Tschechoslowakischen Liga, in denen er 37 Tore schoss. Im Jahr 1991 unterschrieb Řehák einen Vertrag beim japanischen Erstligisten Furukawa Electric. Mit Gründung der Profiliga J.League 1992 und der damit verbundenen Neuorganisation des japanischen Fußballs wurde der Furukawa Electric zu JEF United Ichihara. Für den Verein bestritt er insgesamt 69 Erstligaspiele und schoss dabei 25 Tore. 1995 wechselte Řehák zum Zweitligisten Toshiba (Consadole Sapporo), absolvierte 39 Zweitligaspiele und erzielte 16 Tore. 1997 kehrte er zu Slavia Prag zurück. Danach spielte er bei 1. FK Drnovice und Yokohama FC. Ende 1999 beendete er seine Karriere als Fußballspieler.
Seit 2005 ist Řehák als Trainer aktiv. Nach kurzen Engagements als Cheftrainer bei Vissel Kōbe in Japan (2005–2006) und beim FC Velim (2006) arbeitete er ab 2007 als Co-Trainer von Karel Jarolím von Trainer der B-Mannschaft bei seinem Heimatklub Slavia Prag. Zwischen 2011 und 2013 war er als Assistent von Jarolim bei al-Ahli in der Saudi Professional League aktiv. Seit Juli 2013 gehört Řehák erneut dem Trainerteam von Slavia Prag an.
Řeháks Sohn Josef (* 1994) ist ebenfalls Profifußballer.